# انریکو پزی (بازیکن فوتبال)
انریکو پزی (انگلیسی: Enrico Pezzi؛ زادهٔ ۲۴ سپتامبر ۱۹۸۹) بازیکن فوتبال اهل ایتالیا است.
از باشگاه‌هایی که در آن بازی کرده‌است می‌توان به باشگاه فوتبال چیتادلا اشاره کرد.